# 1948-as magyar birkózóbajnokság
Az 1948-as magyar birkózóbajnokság a negyvenegyedik magyar bajnokság volt. A kötöttfogású és a szabadfogású bajnokságot is október 10-én és 17-én rendezték meg Budapesten, a Nemzeti Sportcsarnokban.

## Eredmények

### Férfi kötöttfogás
| Versenyszám  | Arany                         | Arany | Ezüst                       | Ezüst | Bronz                       | Bronz |
| ------------ | ----------------------------- | ----- | --------------------------- | ----- | --------------------------- | ----- |
| Lepkesúly    | Kenéz Béla Ceglédi VSE        |       | Csende Lajos Vasas SC       |       | Simon János Diósgyőri VTK   |       |
| Légsúly      | Bencze Lajos Újpesti TE       |       | Nyalka Imre Ózdi VTK        |       | Mester László Bp. Lokomotív |       |
| Pehelysúly   | Sipos László Debreceni VSC    |       | Sándor Mihály Pécsi VSK     |       | Hullai József Kecskeméti TE |       |
| Könnyűsúly   | Gál József Ceglédi VSE        |       | Fecske Béla Munkás TE       |       | Fejes Ferenc Diósgyőri VTK  |       |
| Váltósúly    | Szilvásy Miklós Bp. Lokomotív |       | Mózsi Lajos Nagykanizsa     |       | Kincses István Nagykanizsa  |       |
| Középsúly    | Németi Gyula Debreceni VSC    |       | Sólyom János Vasas SC       |       | Vasvári János Ceglédi VSE   |       |
| Félnehézsúly | Kovács Gyula Bp. Lokomotív    |       | Növényi Norbert Törekvés SE |       | Balázs János Csepeli MTK    |       |
| Nehézsúly    | Bóbis Gyula Bp. Lokomotív     |       | Jámbor Gyula Vasas SC       |       | Deák Ferenc Kecskeméti TE   |       |

### Férfi szabadfogás
| Versenyszám  | Arany                      | Arany | Ezüst                              | Ezüst | Bronz                              | Bronz |
| ------------ | -------------------------- | ----- | ---------------------------------- | ----- | ---------------------------------- | ----- |
| Lepkesúly    | Kenéz Béla Ceglédi VSE     |       | Simon János Dunakeszi Magyarság SE |       | Móni Béla Munkás TE                |       |
| Légsúly      | Bencze Lajos Újpesti TE    |       | Hódos Imre Debreceni VSC           |       | Nyalka Imre Ózdi VTK               |       |
| Pehelysúly   | Sipos László Debreceni VSC |       | Kővári Béla Testvériség SE         |       | Détár István Hódmezővásárhelyi TVE |       |
| Könnyűsúly   | Bakos László Munkás TE     |       | Tóth Miklós Csepeli MTK            |       | Fecske Béla Munkás TE              |       |
| Váltósúly    | Sóvári Kálmán Újpesti TE   |       | Balogh Gyula Tatabánya             |       | Győrfalvi Gyula Debreceni VSC      |       |
| Középsúly    | Czuczi Imre Csepeli MTK    |       | Balla István Ceglédi VSE           |       | Vasvári János Ceglédi VSE          |       |
| Félnehézsúly | Kovács Gyula Bp. Lokomotív |       | Növényi Norbert Törekvés SE        |       | Mángó Andor Munkás TE              |       |
| Nehézsúly    | Riheczky János Munkás TE   |       | Soltész László Ceglédi VSE         |       | Jámbor Gyula Vasas SC              |       |